# Diego Umaña
Diego Edison Umaña (Cali, 12 marzo 1952) è un allenatore di calcio ed ex calciatore colombiano, di ruolo centrocampista.

## Biografia

### Club
Ha sempre giocato nella massima serie colombiana, con il Millonarios, il Deportivo Cali, il CA Bucaramanga e il Santa Fe.

### Nazionale
Ha fatto parte della Nazionale colombiana dal 1975 al 1981, prendendo parte alla Copa América 1975.